# Мавзолей Имам-заде (Нахичевань)
Мавзолей Имамзаде (азерб. Naxçıvanın İmamzadə kompleksi İmamzadə türbəsi) — мавзолей, расположенный в городе Нахичевань, на берегу реки Аракс.

## Архитектура
Как и многие другие памятники Азербайджана, комплекс Имамзаде также был построен в стиле XVII—XVIII веков, свойственному периоду Сефевидов. Основными особенностями таких комплексов являются самые ранние погребальные своды и мечети, построенные вблизи них. Квадратный мавзолей, напоминающий свод с куполом и башни-мавзолея, является ядром комплекса Имамзаде Нахичевани. Согласно надписи, установленной на входе в мавзолей, его строительство началось в 1722 году и закончилось в 1732 году.
Конструкции, приложенные к мавзолею, были построены позже и, по-видимому, были реконструированы несколько раз. Мавзолей, расположенный недалеко от комплекса, также может быть приписан мавзолеям с купольной башней, хотя основной элемент композиции - объем октаэдр чёской башни, покрытый куполом, похож на купола луковицы. Мавзолей, примерно относится к XVII веку. По-видимому, территория комплекса Имамзаде была центром нескольких похоронных сооружений. Было кладбище, вокруг комплекса, принадлежавшее средневековью,  но оно не сохранилось до наших дней. В средние века это место было поселением и местом поклонения местных дервишей.
Архитектурный комплекс был реконструирован в 2004 году.

## Галерея

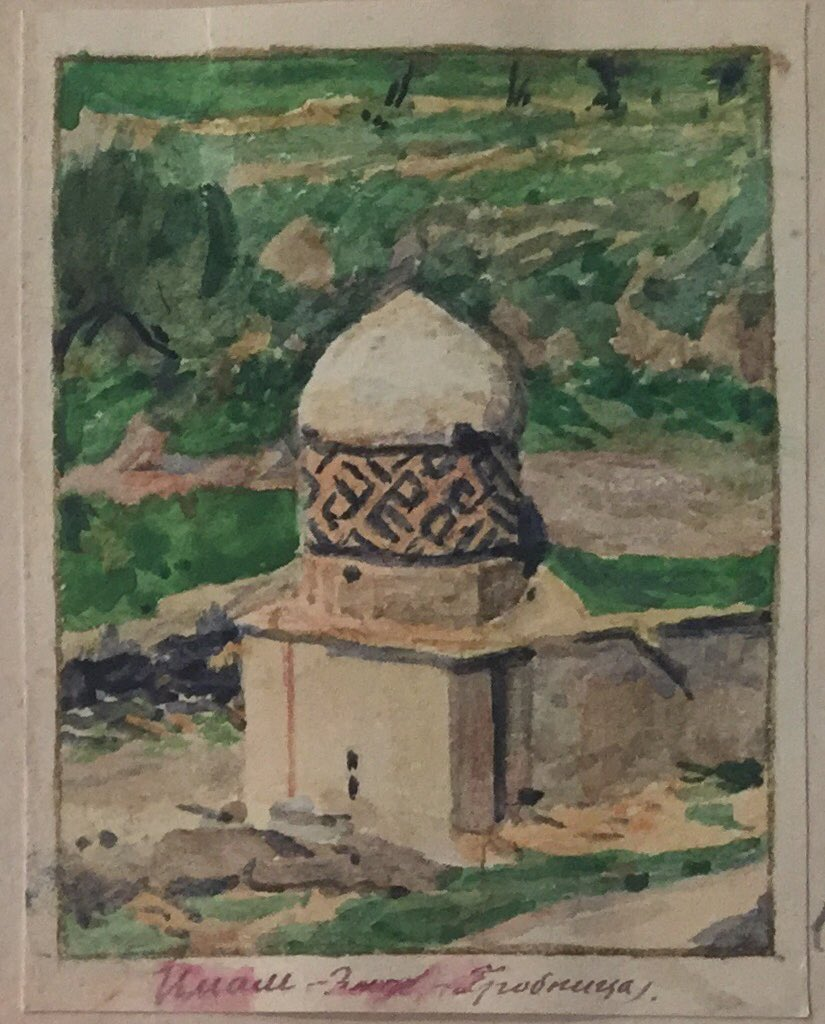
Изображение Имам-заде на картине Бахруза Кенгерли

## Внешние ссылки
- Комплекс Имамзаде
- Naxçıvan Atabəylər dövründə
- Naxçıvan şəhəri